# ツレ猫 マルルとハチ
ツレ猫 マルルとハチ（つれねこ まるるとはち）は、園田ゆりによる漫画。ウェブコミック配信サイト「コミックDAYS」にて掲載。
ひょんなことから野良猫となってしまった元飼い猫マルル、そしてマルルとつるんでいるハチワレ模様の野良猫で3丁目のボス猫でもあるハチを中心に、街に住み着く野良猫たち、そして保護猫活動に勤しむ人間たちの姿を、それぞれの視点で描いている。
作品の執筆に当たって獣医師から監修を受けているほか、動物病院や保護猫施設にも取材を行っており、そこで得られた知識や情報が作中に活かされている。
本編は毎月1〜2回、金曜日正午に更新され、最新話より一つ前と二つ前のエピソードが無料で閲覧できる。なお、単行本発売直前は更新がないことがあるほか、本編の更新がない週では1〜2ページの番外編が掲載されることもあり、番外編は常に無料で閲覧できる。
2024年2月22日、「猫の日」を記念してボイスコミックが制作された。内山昂輝がマルルとやすおを、梅原裕一郎がハチと日野をそれぞれ演じており、またマルルとハチの会話の台詞はすべて猫語になっている。
作者の体調不良により、2024年12月より休載中。
2025年4月14日、第54回「日本漫画家協会賞」大賞コミック部門を受賞。

## あらすじ
飼い猫であったマルルは、ある日夢中で雀を追いかけてしまい、帰り道が分からなくなって迷子となり、それからは仕方なく野良猫としてゴミなどを漁って飢えをしのぎながらあちこち彷徨っていた。とある街の3丁目に流れ着いたマルルは、そこのボス猫であるハチに出会い、仲間にしてほしいと懇願するも、誰ともつるむつもりのないハチからはあっさりと断われる。仕方なく再び一匹であちこち彷徨っていたマルルであったが、ある日如雨露に首を突っ込んだまま抜けなくなって弱っていたハチを見かけたことで、全身を使って手助けする。助けてもらったハチは「借りは作らない」という建前のもと、マルルを餌場に案内したり、いい寝床を教えたりと、二匹は常に一緒に行動するようになる。
捕獲器の罠にもかからず中の餌だけをしっかり食べるほどの賢さを持つハチであったが、別のシマのナワバリを締めるボス猫・ロクとの大喧嘩で深い傷を負ってしまったことで衰弱してしまい、「今度ばかりは」と人間の世話になろうと捕獲器の中に入ってわざと捕獲されようとする。その姿を見たマルルは、ハチと離れたくないという思いから捕獲器のシャッターが閉じる寸前に捕獲器の中に入り、二匹揃ってやすおに捕獲されてしまう。
捕獲器を用意していた人間のやすおは、3丁目界隈の猫たちから「ねこさらいのやすお」と恐れられていたが、実際はTNRなど保護猫活動をしており、ずっとハチら3丁目の野良猫たちを保護しようとしていたのであった。捕獲器の中にいたマルルとハチは、ともにえり子が営む保護猫施設（シェルター）に保護され、それからはシェルター、そして猫カフェ「ツレ猫」にて、同じく保護された3丁目の猫たち、その他の先住猫たちとともに暮らしていくこととなった。

## 登場人物
声はボイスコミックでの声優。

### 猫たち
マルル
声 - 内山昂輝
オスで、毛並みは全身白色。元はペットショップで売られていた血統書付き・去勢済みの猫だが、成猫になっても売れ残っていた。飼い猫であったため、やすおらに捕獲された際にも首輪を付けていた。
ようやく飼い主が決まり、新しい家で平和に過ごしていたのも束の間、雀を追いかけて家の外へ出たあと帰り道が分からず迷子となり、仕方なく野良猫となってしまった。ハチからは初対面でいきなり強烈な猫パンチを食らうが、のちハチを助けたことで、常にハチと行動を共にするようになる。そんなハチが弱った体で覚悟を決めて捕獲器の踏板を踏もうとした瞬間、ハチと一緒にいたいという思いから自分も捕獲器の中に入ってハチとともにえり子らに保護される。えり子が元の飼い主に連絡するも引き取りを拒否されたことで、えり子の判断で特別にシェルターで飼育されることとなった。
ペットショップのゲージの中や家の中といった狭い空間での暮らしが長かっただけに、ジャンプしても上手く飛び越えられないなど、どんくさい面もある。ただ、元飼い猫だけあって人馴れしていることもあり、「ツレ猫」で猫カフェデビューしてからはひと月で人気No.2となった。
ハチ
声 - 梅原裕一郎
オスで、3丁目のボス猫。推定5歳くらい。えり子らが設置した捕獲器の中にある餌を、踏板に触れずに餌だけを食べるほどの賢さを持つ。ハチワレ柄をしているため「ハチ」と呼ばれている。
自分の縄張りに入ってきたマルルには当初興味は示さず排除していたが、ある日如雨露の中に溜まっていた水を飲もうと如雨露に首を突っ込んだところ抜けなくなってどうしようもなくなり死を覚悟したとき、マルルに助けられたことから、以降マルルを餌場に案内するなど二匹でつるむようになる。
野良猫時代は頻繁に餌をくれる特定の人間には懐くなどしていたが、嚙み癖があるためシェルターではマルルたちより猫カフェデビューが遅れている。仲間意識はなく誰ともつるむ気はないとは言いつつ、シェルターではカーテンレールに登って下りられなくなった子猫を咥えて下ろすなど、態度とは裏腹に世話焼きな面も見せる。
サビ姐（ねえ）さん
メスで、錆柄。推定10歳くらいで、野良猫としてはかなりの長生き。えり子が保護猫活動を始めた頃にTNRで避妊手術を受けさせ、再び3丁目で放った。ハチについては子猫の頃から見守っていたなど3丁目に長く居座っており、3丁目の野良猫たちの中では姉御的存在。衰弱していたところを日野に保護され、そのままシェルターに迎え入れられたあとはえり子らの介護の甲斐もあって体調は回復する。シェルターでは宇多からお尻をトントンされることで快感を得て以来、人間を見るとお尻を突き出してお尻（尻尾の付け根のあたり）をトントンするようアピールする。
けだま
メスで、長毛。7～8歳くらい。元は一人暮らしのおじいさんに室内で飼われており、ペルティとは飼い猫・野良猫と立場は違えど家の扉のガラス越しに面識があった。おじいさんが孤独死し、捕獲されそうになったところを逃げて野良猫となり、それからはペルティとともに3丁目で暮らし始める。ただ、長毛だったところに様々なものが絡みついて全身が毛玉のようになっており、ぱっと見では猫とは思えないくらい醜い姿となっていただけでなく、捕獲された際には酷い歯肉炎を起こしており満足に餌も食べられない状態であった。冬実によって手当され、顔と尻尾の先端以外の全身を剃毛され、ようやく猫らしい姿になった。また、歯は全て抜かれたが、その分食事が楽になった。
ペルティ
シャム猫のように顔の部分だけ毛並みの色が濃い。オス。野良育ちだが人間を怖がらずむしろ上手く取り入っているだけでなく、「ツレ猫」でも他の猫たちに積極的にコミュニケーションを図るなど気分屋で、マルルには「世渡り上手」と思われている。住んでいた3丁目でハチやマルルなど仲間が減っていったのを感じて、自らも進んでやすおの車にこっそり乗り込んで保護された。「ツレ猫」ではけだまの傍にいることが多い。SNSに投稿された動画がバズったこともあり、「ツレ猫」で猫カフェデビューしてからひと月で人気上位に食い込んでいる。
おにぎり
オスで、ものすごく体が大きい。基本的に白毛だが頭のてっぺんと背中のお尻のあたり、尻尾の先にそれぞれ黒毛があり、背中を向けて座ると黒毛の部分が海苔のように見え、その大きい体とのバランスで海苔を巻いたおにぎりのように見えることから「おにぎり」と名付けられた。このおにぎり姿がSNSでバズったことや、人間には甘えん坊な態度を見せることから「ツレ猫」では人気No.1となっている。人気No.1のプライドから、猫カフェデビューしていきなり人気No.2となったマルルを敵視している。
ロク
長毛のオス。13～14歳くらいで、野良猫としてはかなりの長生き。3丁目とは別のシマのボス猫で、野良猫時代ハチとは散々縄張り争いをしてきたため、捕獲されシェルターで再び顔を合わせた時は、お互い険悪な雰囲気となった。
オスだが、親兄弟とはぐれ弱っていた野良の子猫を見つけては他の子育て中の母猫に引き合わせて世話を頼んだり、シェルターに仲間入りした子猫の毛づくろいをしてあげるなど、世話焼きな性格。
アメリ
メスで、アメリカンショートヘアー。10歳くらい。えり子らに保護される前は悪質なブリーダーの下で飼われており、ずっと『子供を産むためだけの道具』として扱われてきたことから生きていく気力を無くしており、シェルターに迎え入れられてから2年が経っても他の猫とは一切つるまず、また人間にも反応せず、ほぼ四六時中寝ている。ただ、後から迎え入れられたコマを見て、子育てを思い出したのかコマの毛づくろいをしたことでコマから頼られるようになり、少し変化が見られている。
グレコ
メスで、子猫。生後半年すぎくらい。多頭飼育崩壊の劣悪な環境で生まれ育ったため満足に餌にありつけなかったことから、食べることに対する執着心が異常なほど強い。シェルターでも、自分のエサだけでなく他の猫のエサの分もがっついて早食い・ドカ食いした上に、その反動から頻繁に吐いて食べたものを戻してしまうが、「食べないと（次いつ食べられるかわからない）」という恐怖心から、とにかく食べ続けようとする。
コマ
子猫。生後半年すぎくらい。野良猫で、小さい時に行き倒れていたところを保護される。母親や兄弟らと一緒にいた期間が短すぎたため他の猫との生活に馴染めず常に怖がっており、迎え入れられたシェルターでも自分を保護してくれた人間にだけ懐いている。そうしてビビリな性格となったことが災いして、夜鳴きしたり布団の上でおしっこをする癖がついてしまったが、アメリには優しくしてもらったことで、それからはアメリの傍にいることが多くなった。
チャミ
やすおが子供の頃に住んでいた団地にいた野良猫。やすおが猫と関わるようになったきっかけを与えた。やすおは夜寝るとき家の中に入れて一緒に寝たりしていたが、団地の取り壊しが始まる前にえり子ら保護猫団体が団地に住みついていた野良猫たちを一斉に捕獲作業を行っていた際に逃げてしまったようで、いつの間にか行方不明となった。

### 人間たち
康生たすく（）
声 - 内山昂輝
20歳くらいの青年。苗字が康生で、周りからは「やすおくん」「やすおさん」と呼ばれている。元々超がつくほどのコミュ障で、小学生の時は人前では自分の名前すら言えず、学校で虐められても言い返しもできないほどであった。母子家庭であったが、母親は小学生の時に息子を置いて去ってしまい、そこからは祖父母と築古の団地で暮らしていた。先に祖父が亡くなり、高校一年生の冬に祖母も他界したため、以後は孤独の身となり、友達もいなかったことから高校も中退してしまう。
団地に棲みついていた野良猫を見かけてから猫に関わるようになる。それがきっかけで、唯一の友達とも呼べたキュースケとも仲良くなった。ただ、大人になった今も感情表現は苦手で笑顔はほぼ見せず、人付き合いも苦手で、日野がバイトとして入った初日にあいさつをされたときもすぐ背を向けてしまったほどだが、猫の知識は豊富で猫のこととなれば朴訥ながら饒舌に話し出す。
えり子に出会ったことで、えり子が営む施設で自ら雇ってほしいと願い出る。ほぼ常勤で夜勤も進んで買って出ることからえり子はやすおを高く評価しており、「ツレ猫」とそのシェルターの運営には欠かせない存在となっている。
野良猫の保護も行っているが、事情を知らない3丁目の野良猫たちからは「ねこさらいのやすお」と恐れられていた。さらに昔から野良猫を保護するときはほぼ素手で扱ってきたため、特に右手には噛まれた痕、掻かれた痕が無数あり、「ツレ猫」で働き出す直前は化膿した傷口から繁殖したばい菌で病気となり入院してしまったほど。ちなみに噛まれた時のために、抗生剤を常備している。
柳えり子（）
保護猫施設（シェルター）兼猫カフェ「ツレ猫」を運営する女性。大きい息子と娘がいるが、夫は描かれていないためシングルマザーの模様。自宅は「ツレ猫」から歩いていける距離にある。
元は解体業者の土工で現場作業もしていたため、ショベルカーを操作して家屋の解体もできる。10年以上前のある日、家屋を解体中に、そこに住みついていた野良猫のサビ姐さんと生まれたばかりの子猫たちを発見するが、サビ姐さんが子猫1匹だけを咥えて逃げ出してしまった上に戻ってこなかったため、残された子猫たちを保護、えり子が母猫代わりとなって子猫たちにミルクを与えるなど世話をした。それをきっかけに他の野良猫の面倒も見るようになり、終いに保護猫施設の運営まで行うようになった。
宇多（）
「ツレ猫」でアルバイトをしている女子高生。フルネームは不明。将来は冬実のような獣医師になりたいと思っているが、シャイな性格で理系の勉強は苦手。
SNSを活用して「ツレ猫」にいる猫たちの動画をアップして「ツレ猫」のPRに役立てているほか、月イチで「ツレ猫グランプリ」を開催して施設の猫たちの人気投票も行っている。宇多が投稿したペルティの動画がバズったことで「ツレ猫」の認知度が上がり、餌などを支援してくれる人が増えた。
日野（）
声 - 梅原裕一郎
「ツレ猫」でアルバイトをしている男子大学生。フルネームは不明。たまたま見かけたサビ姐さんが衰弱しているのを見て、えり子に助けを求めて連絡を取ったのをきっかけに猫と接するようになり、そのまま「ツレ猫」でアルバイトをするようになった。「ツレ猫」でバイトする前はバーテンダーのバイトをしていたこともあり、「ツレ猫」ではバイトの先輩となる宇多より接客に慣れている。
冬実（）
「ツレ猫」の猫たちのかかりつけである「もとき動物病院」に勤務する、女性の獣医師。フルネーム、年齢は不明だが、見た目は若い。 「ツレ猫」にいる猫たちや、やすおらが捕獲した野良猫たちの診察、手当、手術などを行っている。
左の下あごに3つの大きな切り傷の痕がある。切り傷は高校生の頃、家で飼っていた猫に事故で引っ掻かれたものであるが、そのことは敢えて周りに話していないため、皆からは「診察中に猫に引っ掻かれた『名誉の傷』」だと勘違いされており、（宇多からは特に）尊敬のまなざしを向けられている。ちなみに今は犬を飼っている。
メイちゃん
マルルの元飼い主だった、幼い女の子。両親と3人でアパートの1階で暮らしている。ようやく自宅を探し当て戻ってきたマルルだったが、そこで目にしたのは、同じペットショップで売れ残っていたココを膝の上に乗せて寛いでいたメイの姿であり、それからマルルはハチとともに「3丁目の（野良）猫」として生きていくことを決めた。メイとその両親は、マルルが家を出てから暫くして、改めてココを買い直したのだが、アパートの規約で猫は1匹までしか飼えない上に経済的に2匹も飼う余裕がなかったことから、後にえり子からマルルの引き取りをお願いされるも拒否してしまった。
森（）
3丁目に居つく野良猫たちによく餌を与えていた老齢の女性。時に深夜に徘徊したり、やすおらが餌をやらないように注意するもその事をすぐ忘れたり、餌やりは1日1回のつもりが一日中忘れていたこともあれば一日で何回も与えることもあるなど認知症の兆候が見られていたため、最終的には親族が施設に入居させた。
鈴木（）
やすおが住んでいた団地の別の棟に住んでいた、老齢の女性。団地の周りにいる野良猫に餌を与えていたが、住んでいた団地が老朽化で取り壊されることになったことから、団地を退去していった。
キュースケ
やすおと同じ団地に住んでいた、同級生の男子。人前で話せないやすおを気に掛けて声を掛け続け、団地に居ついていた野良猫をきっかけに仲良くなった。親の再婚に合わせて中学生の時に団地を離れたが、「手紙を書く」とやすおに言い残して去るも、その後一度も手紙は寄越さなかった。

## 書誌情報
- 園田ゆり 『ツレ猫 マルルとハチ』 講談社〈アフタヌーンKC〉、既刊5巻（2024年5月7日現在）
  1. 2022年4月13日発売[講 1]、ISBN 978-4-06-527553-5
  2. 2022年10月12日発売[講 2]、ISBN 978-4-06-529512-0
  3. 2023年4月6日発売[講 3]、ISBN 978-4-06-530901-8
  4. 2023年10月5日発売[講 4]、ISBN 978-4-06-533291-7
  5. 2024年5月7日発売[講 5]、ISBN 978-4-06-535499-5
  6. 2024年12月6日発売[講 6]、ISBN 978-4-06-537727-7